# Општина Лунка де Сус (Харгита)
Лунка де Сус (рум. Lunca de Sus) општина је у Румунији у округу Харгита.
Oпштина се налази на надморској висини од 944 m.